# Байрамов, Гаджи Ага Байрам Али оглы
Гаджи́ Ага́ Байра́м Али́ оглы́ Байра́мов (род. 1935) — азербайджанской советский железнодорожник, депутат Верховного Совета СССР.

## Биография
Родился в 1935 году. Азербайджанец. Образование незаконченное высшее. Член КПСС с 1959 года.
Трудовую деятельность начал в 1952 году. Работал учеником сварщика, токарем, фрезеровщиком завода. С 1956 года — помощник машиниста, а с 1959 года — машинист локомотивного депо станции Баладжары Азербайджанской железной дороги.
Депутат Совета Национальностей Верховного Совета СССР 8-9 созывов (1974—1979) от Азербайджанской ССР. В Верховный Совет 9 созыва избран от Бакинского — Кировского избирательного округа № 195 Азербайджанской ССР, член Планово-бюджетной комиссии Совета Национальностей.